# Elmar R. Gruber
Elmar R. Gruber (* 1955 in Wien) ist Bewusstseinsforscher und Parapsychologe.

## Leben und Wirken
Gruber war enger Mitarbeiter von Hans Bender an dessen Institut für Grenzgebiete der Psychologie und Psychohygiene in Freiburg im Breisgau. Er erforscht anomale mentale Phänomene (AMP), den kulturgeschichtlichen Hintergrund des sogenannten spirituellen Impulses. Er unternahm experimentelle Laborforschung und Feldforschungen zu Fragen magischer Wirkungen bei den Schamanen indigener Gesellschaften in Mexiko, auf den Philippinen und in Indien.
Neben zahlreichen Veröffentlichungen in wissenschaftlichen Zeitschriften ist er Autor vieler Bücher, darunter die internationalen Bestseller Das Jesus-Komplott und Der Ur-Jesus.
Gruber ist als wissenschaftlicher Berater für Funk und Fernsehen tätig. Einem breiten Publikum wurde er bekannt als Co-Moderator von Rainer Holbes RTL-Sendung Unglaubliche Geschichten.

## Werke
- Tranceformation – Schamanismus und die Auflösung der Ordnung. Sphinx-Verlag, 1982, ISBN 3-85914-151-1.
- Traum, Trance und Tod. Herder, 1985, ISBN 3-451-08218-7.
- New Age Wörterbuch. Herder, 1986, ISBN 3-451-08310-8.
- mit Rainer Holbe: Magie, Madonnen und Mirakel: unglaubliche Geschichten aus Italien. Knaur, 1987, ISBN 3-426-03869-2.
- Was ist New Age? Herder, 1987, ISBN 3-451-08369-8.
- Psi-Phänomene. Energetik-Verlag, 1988, ISBN 3-925806-04-0.
- Sanfte Verschwörung oder sanfte Verblödung? Kontroversen um New Age. Herder, 1989, ISBN 3-451-08611-5.
- Kult und Magie. Pyramid-Gruppe, 1990.
- mit Holger Kersten: Das Jesus-Komplott. Die Wahrheit über das „Turiner Grabtuch“. Langen Müller, 1992, ISBN 3-7844-2420-1.
- Suche im Grenzenlosen: Hans Bender – ein Leben für die Parapsychologie. Kiepenheuer und Witsch, 1993, ISBN 3-462-02281-4.
- mit Holger Kersten: Der Ur-Jesus – Die buddhistischen Quellen des Christentums. Langen Müller, 1994, ISBN 3-7844-2504-6,
- Mysterium – Eine Reise an die Grenzen des Bewusstseins (CD-ROM), USM, 1996, ISBN 3-550-08910-4.
- mit Holger Kersten: Jesus starb nicht am Kreuz. Die Botschaft des Turiner Grabtuchs. Langen Müller, 1998, ISBN 3-7844-2688-3.
- PSI-Lexikon (CD-ROM), USM, 1998, ISBN 3-8032-6327-1.
- Die Psi-Protokolle: Das geheime CIA-Forschungsprogramm und die revolutionären Erkenntnisse der neuen Parapsychologie. Langen Müller, 1998, ISBN 3-7844-2669-7.
- mit Herbert Ziegler: Das Ur-Evangelium. Langen Müller, 1999, ISBN 3-7844-2747-2.
- Enigma – Lexikon des Außergewöhnlichen (CD-ROM). USM, 2001, ISBN 3-8032-1508-0.
- mit Peter Fiebag, Rainer Holbe: Mysterien des Altertums. Knaur, 2002, ISBN 3-426-66469-0.
- mit Peter Fiebag, Rainer Holbe: Mysterien des Westens. Knaur, 2002, ISBN 3-426-66468-2.
- mit Peter Fiebag, Rainer Holbe: Magische Kraftorte. Knaur, 2002, ISBN 3-426-66475-5.
- mit Peter Fiebag, Rainer Holbe: Mysterien des Ostens. Knaur, 2003, ISBN 3-426-66474-7.
- mit Peter Fiebag, Rainer Holbe: Geheime Botschaften. Knaur, 2003, ISBN 3-426-66476-3.
- Nostradamus – Sein Leben, sein Werk und die wahre Bedeutung seiner Prophezeiungen. Scherz, 2003, ISBN 3-502-15280-2.
- Aus dem Herzen Tibets. Das faszinierende Leben des Drikung Chetsang Rinpoche. O. W. Barth bei Scherz, 2007, ISBN 978-3-502-61162-2.

## Podcast
- 2024: Geisterjäger. SWR, Host: Verena Fiebiger, siebte Episode.[1]